# Novochochlovskaja (station MTsD)
Novochochlovskaja is een halte aan lijn D2 van het Moskouse stadsgewestelijk net aan de spoorlijn Moskou – Koersk. 
De halte is gebouwd op het terrein van de Russische spoorwegen naast de bestaande doorgaande sporen. Na de voltooiing werden de sporen aangesloten op de sporen langs de perrons, het is de bedoeling om op de oorspronkelijke plaats twee doorgaande sporen zonder perron aan te leggen. Vanaf 6 september 2018 stopte een beperkt aantal treinen bij het station, met ingang van de nieuwe dienstregeling op 9 december 2018 veranderde dit en sindsdien stoppen alle voorstadstreinen bij het station. De functie van de halte is vooral om reizigers te laten overstappen tussen de voorstadstreinen en de Moskouse Cenrale Ringlijn. Het eilandperron is bereikbaar via een loopbrug waarover de uitgang en het gelijknamige station aan de centrale ringlijn kunnen worden bereikt. Het stationsgebouw telt twee lagen en heeft een gevel van metaal en glas. Het geheel is door roltrappen en liften geheel toegankelijk voor rolstoelgebruikers. Samen met het station van de centrale ringlijn is er sprake van een vervoersknooppunt van 1580 m2. Tussen de beide stationsgebouwen kunnen de reizigers onder de glazen pergola oversteken.

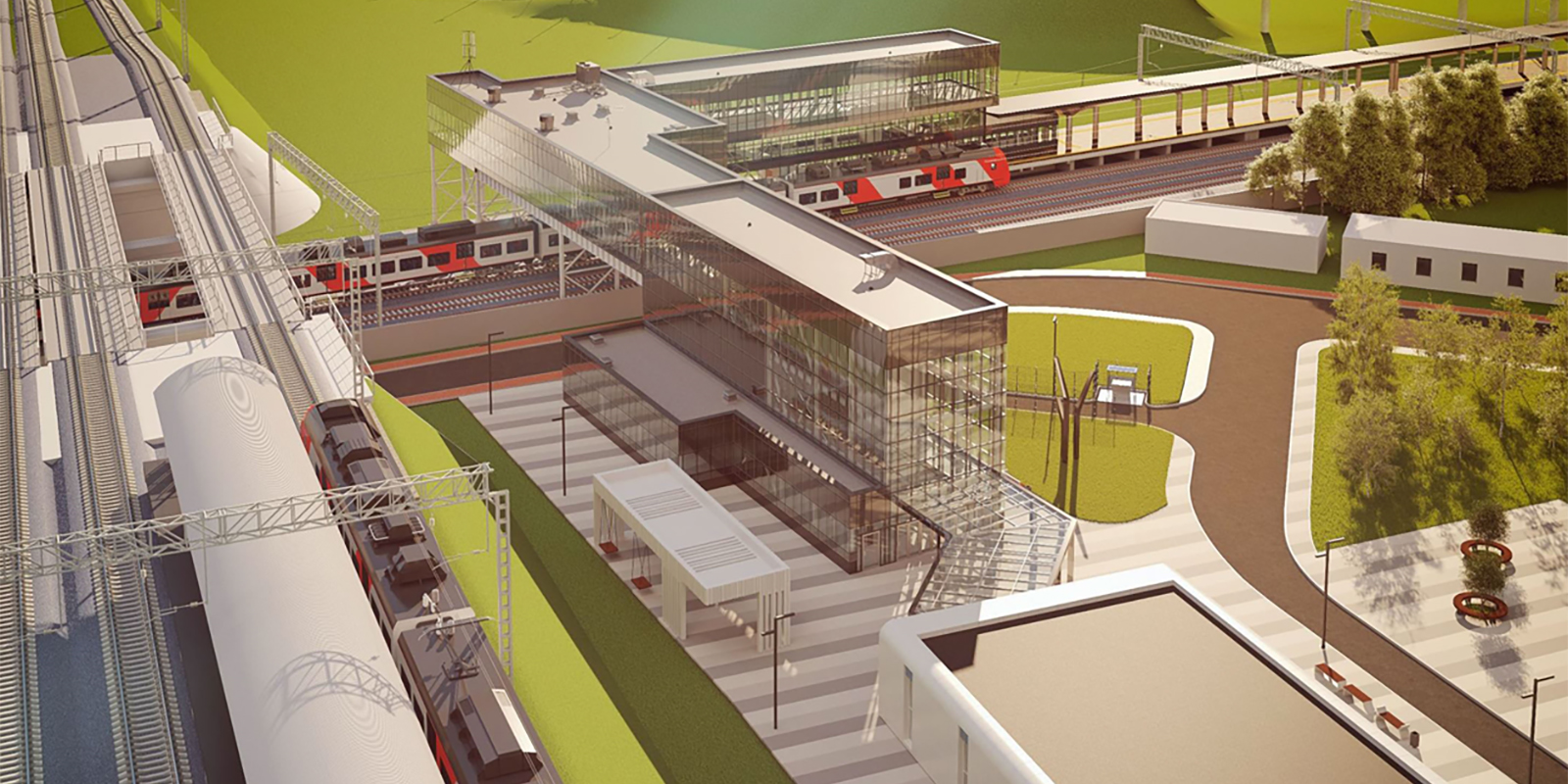
De centrale ringlijn links voor en de diameter (D2) rechts achter
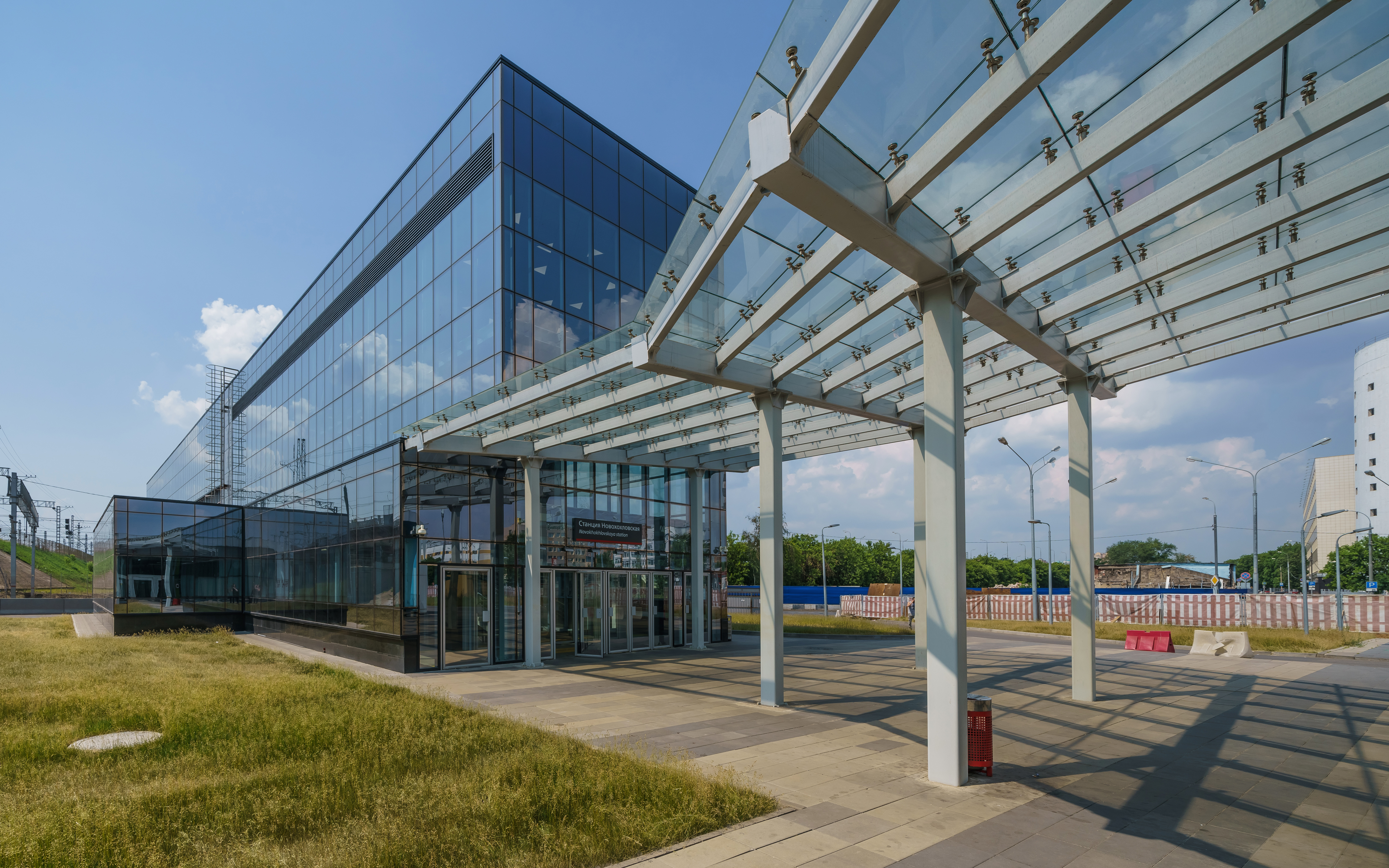
De glazen pergola voor de oostgevel
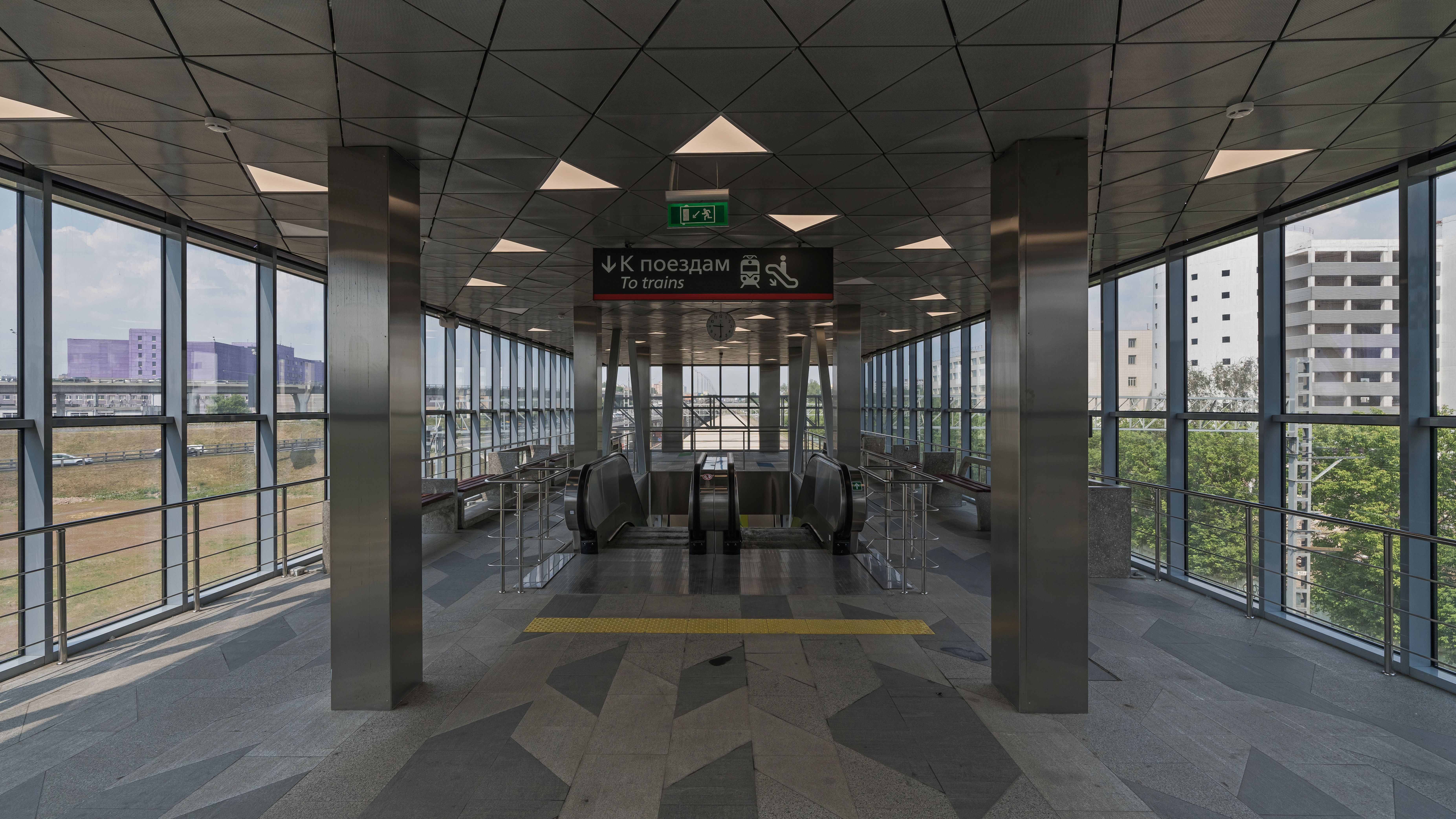
De westkant van de loopbrug